# Abraham Sylvius
Henrik Abraham Sylvius (Silvius), född 2 augusti 1739 i Helsingborg, död före 1797 i Filipstad, var en svensk målarmästare och dekorationsmålare.
Han var son till rådmannen Gustaf Henrik Sylvius och Anna Katrina Eurenius och far till Gustaf Hindrik Sylvius. Han erhöll bördesbrev i Helsingborg 1755 och flyttade senare till Filipstad där han blev mästare 1771. Sylvius var huvudsakligen verksam med dekorationsmåleri.